# Округ Домажлице
Округ Домажлице (чеш. Okres Domažlice) је округ у Плзењском крају, у Чешкој Републици. Административно средиште округа је град Домажлице.

## Становништво
Према подацима о броју становника из 2012. године округ је имао 60.727 становника.